# Antonio Tomás Gutiérrez Pérez
Antonio Tomás Gutiérrez Pérez  (Ciudad de México 4 de junio de 1954 - 1994) es un sociólogo mexicano.
Estudia sociología en la UNAM donde se gradúa en 1977. Se doctora en economía en 1984 en la Universidad de París.

## Obras
- El capital, renta de la tierra y campesinos (1986)
- Dinero, crédito y capital financiero, una perspectiva crítica  (1987)